# Quan hệ đối ngoại của Tòa Thánh
Tòa Thánh (hoặc Tòa Thánh Vatican) từ lâu đã được luật pháp quốc tế công nhận là một chính thể và đã tham gia tích cực trong quan hệ quốc tế với các quốc gia hay với các tổ chức quốc tế trong vai trò là thành viên hoặc quan sát viên. Các hoạt động ngoại giao của Tòa Thánh do Phủ Quốc vụ khanh phụ trách (đứng đầu là Hồng y Quốc vụ khanh), thông qua Phân bộ Quan hệ với các quốc gia (tương đương Bộ Ngoại giao). Hình thức ngoại giao sớm nhất của Tòa Thánh bắt đầu từ thế kỷ XV.
Vatican là tên gọi để chỉ lãnh thổ có chủ quyền nhưng Tòa Thánh lại là tên chính thức trong quan hệ đối ngoại. Khi có quan hệ ngoại giao, vị đại sứ được công nhận làm đại diện cho một quốc gia tại Tòa Thánh (chứ không phải tại Vatican), và sứ thần là vị đại diện của Tòa Thánh (chứ không phải của Vatican) tại các quốc gia. Theo Công ước Viên về Quan hệ Ngoại giao (1961), sứ thần là đặc ngữ riêng của Tòa Thánh để nói về vị trí mang hàm ngoại giao tương đương đại sứ của các quốc gia khác.

## Lịch sử
Từ thời Trung Cổ, vị giám mục thành Rôma đã được công nhận có chủ quyền về thực thể. Trước đó, vào năm 453, giáo hoàng đã cử người đại diện của mình đến Đế quốc Đông La Mã (Constantinople), nhưng họ không coi đó là đại sứ. Đến thế kỷ XI, các vị giáo hoàng khác nhau đã phái nhiều đại diện của mình đến các vị vua chúa, với nhiệm vụ tạm thời hoặc vĩnh viễn. Thế kỷ XV, nhiều nhà nước ở châu Âu đã công nhận tiền lệ này. Các thế kỷ sau đó, quan hệ của Tòa Thánh với các quốc gia có lúc thăng trầm liên quan đến Nhà nước Giáo hoàng.
Sự sụp đổ của Nhà nước Giáo hoàng vào năm 1870 đã dẫn đến kết quả là Tòa Thánh mất đi chủ quyền trên một vùng lãnh thổ rộng lớn, và các luật gia đòi xét lại rằng Tòa Thánh có còn tiếp tục được xem là một chính thể độc lập trong các vấn đề quốc tế hay không. Dù vậy, Tòa Thánh vẫn tiếp tục phái đi và tiếp nhận các đại diện ngoại giao, duy trì mối quan hệ với các quốc gia, bao gồm các cường quốc lớn như Nga, Phổ và Áo-Hung. Các quốc gia khác tiếp tục công nhận Sứ thần Tòa Thánh là đại diện của Giáo hoàng tại quốc gia họ.
Trong và sau Đệ Nhất Thế Chiến, các quốc gia có quan hệ ngoại giao với Tòa Thánh tăng lên, chủ yếu là họ muốn tranh thủ sự ủng hộ của một chính thể có tầm ảnh hưởng lớn trên thế giới. Lần đầu tiên kể từ khi quan hệ giữa Tòa Thánh và Vương quốc Anh bị cắt đứt vào năm 1570, tòa đặc mệnh ngoại giao của Anh đã được mở tại Tòa Thánh vào năm 1914. Tòa Thánh đã tăng từ 16 (vào năm 1871) lên 27 (vào năm 1929) mối quan hệ với các quốc gia, ngay cả trước khi tuyên bố chủ quyền và thành lập Thành quốc Vatican ngày nay. Trong cùng thời gian này, Tòa Thánh đã ký kết nhiều hiệp định với các quốc gia như Áo-Hung, Nga, Pháp. Trong khi bị tước mất phần lớn lãnh thổ, Tòa Thánh cũng được mời làm vai trò phân xử giữa các quốc gia, ví dụ như vụ tranh chấp giữa Đức và Tây Ban Nha trên quần đảo Caroline.
Hiệp ước Latêranô 1929 và việc thành lập nhà nước Vatican không dẫn đến sự gia tăng mạnh mẽ quan hệ ngoại giao giữa Tòa Thánh với các quốc gia. Chỉ sau Đệ Nhị Thế Chiến, Tòa Thánh mới thiết lập hàng loạt quan hệ ngoại giao mới với các quốc gia.

## Quan hệ song phương
Ngày nay, Tòa Thánh được xem như một chính thể nhà nước có chủ quyền được biết đến với tên gọi là Thành Vatican. Trong giai đoạn từ năm 1870-1929, do việc sáp nhập Rôma vào Vương quốc Ý và soạn Hiệp ước Latêranô, Tòa Thánh gần như không có một lãnh thổ nào khiến cho một số quốc gia đình chỉ quan hệ ngoại giao của họ với Tòa Thánh, nhưng vẫn còn một số quốc gia khác thì vẫn giữ quan hệ với Tòa Thánh. Kể từ sau Hiệp ước Latêranô, Tòa Thánh đã quan hệ ngoại giao mạnh mẽ với nhiều quốc gia. Hiện nay, Tòa Thánh đang có quan hệ ngoại giao với 179 quốc gia có chủ quyền (bao gồm cả Trung Hoa Dân Quốc - Đài Loan) và đại diện tại các tổ chức quốc tế như Liên Hợp Quốc, Liên minh châu Âu, Hiệp hội các quốc gia Đông Nam Á. Tòa Thánh cũng đã thiết lập quan hệ ngoại giao không chính thức mang "tính chất đặc biệt" với Tổ chức Giải phóng Palestine, một thỏa thuận với Việt Nam cho một vị đại diện không thường trú. Ngoài ra, Tòa Thánh cũng duy trì hình thức liên lạc chính thức (mà không thiết lập quan hệ ngoại giao) với: Afghanistan, Brunei, Somalia, Oman và Ả Rập Xê Út.
Đối với các quốc gia không có quan hệ ngoại giao chính thức, Tòa Thánh vẫn duy trì một số Khâm sứ tại cộng đồng Giáo hội Công giáo địa phương, tuy nhiên các vị khâm sứ không được chính phủ của các quốc gia ấy công nhận vai trò ngoại giao và chỉ làm việc những việc ngoại giao không chính thức. Tòa Thánh không có mối quan hệ bằng bất kỳ hình thức nào với các quốc gia sau đây: Bhutan, Maldives, Cộng hoà Nhân dân Trung Hoa, Cộng hòa Dân chủ Nhân dân Triều Tiên, Tuvalu và các nhà nước ít được công nhận.